# Sertifera
Sertifera – rodzaj roślin z rodziny storczykowatych (Orchidaceae). Obejmuje 9 gatunków występujących w Ameryce Południowej w Kolumbii, Ekwadorze, Peru, Wenezueli.

## Systematyka
Rodzaj sklasyfikowany do plemienia Sobralieae, podrodzina epidendronowe (Epidendroideae), rodzina storczykowate (Orchidaceae), rząd szparagowce (Asparagales) w obrębie roślin jednoliściennych.
Wykaz gatunków
- Sertifera aurantiaca C.Schweinf.
- Sertifera colombiana Schltr.
- Sertifera gracilis Rchb.f. ex Szlach. & Baranow
- Sertifera grandifolia L.O.Williams
- Sertifera hirtziana Baranow & Kolan.
- Sertifera major Schltr.
- Sertifera parviflora Schltr.
- Sertifera purpurea Lindl. & Rchb.f.
- Sertifera risaraldana Szlach. & Baranow